# 고창 선운사 백파율사비
고창 선운사 백파율사비(高敞 禪雲寺 白坡律師碑)은 전북특별자치도 고창군, 선운사에 있는 석비이다. 1986년 9월 9일 전라북도의 유형문화재 제122호로 지정되었다.

## 같이 보기
- 선운사

## 참고 자료
- 선운사백파율사비 - 국가유산청 국가유산포털